# Kanton Le Haut Agenais Périgord
 Le Haut Agenais Périgord  is een kanton van het Franse departement Lot-et-Garonne. Het kanton maakt deel uit van het arrondissement Villeneuve-sur-Lot en telde 13.546 inwoners in 2018.
Het kanton werd gevormd ingevolge het decreet van 26 februari 2014 met uitwerking op 22 maart 2015 met Monflanquin als hoofdplaats.

## Gemeenten
Het kanton omvat de volgende gemeenten:
- Beaugas
- Boudy-de-Beauregard
- Bournel
- Cancon
- Castelnaud-de-Gratecambe
- Dévillac
- Doudrac
- Gavaudun
- Lacaussade
- Laussou
- Mazières-Naresse
- Monbahus
- Monflanquin
- Monségur
- Montagnac-sur-Lède
- Montaut
- Monviel
- Moulinet
- Pailloles
- Parranquet
- Paulhiac
- Rayet
- Rives
- Saint-Aubin
- Saint-Étienne-de-Villeréal
- Saint-Eutrope-de-Born
- Saint-Martin-de-Villeréal
- Saint-Maurice-de-Lestapel
- Salles
- La Sauvetat-sur-Lède
- Savignac-sur-Leyze
- Tourliac
- Villeréal